# Società Anonima Ferrovia Poggibonsi-Colle Val d'Elsa
La Società Anonima Ferrovia Poggibonsi - Colle Val d'Elsa, poi ribattezzata Ferrovia Colle - Poggibonsi (FCP), fu una società per azioni ferroviaria che esercitò la concessione della ferrovia Poggibonsi-Colle Val d'Elsa dal 1885 al 1953.

## Storia

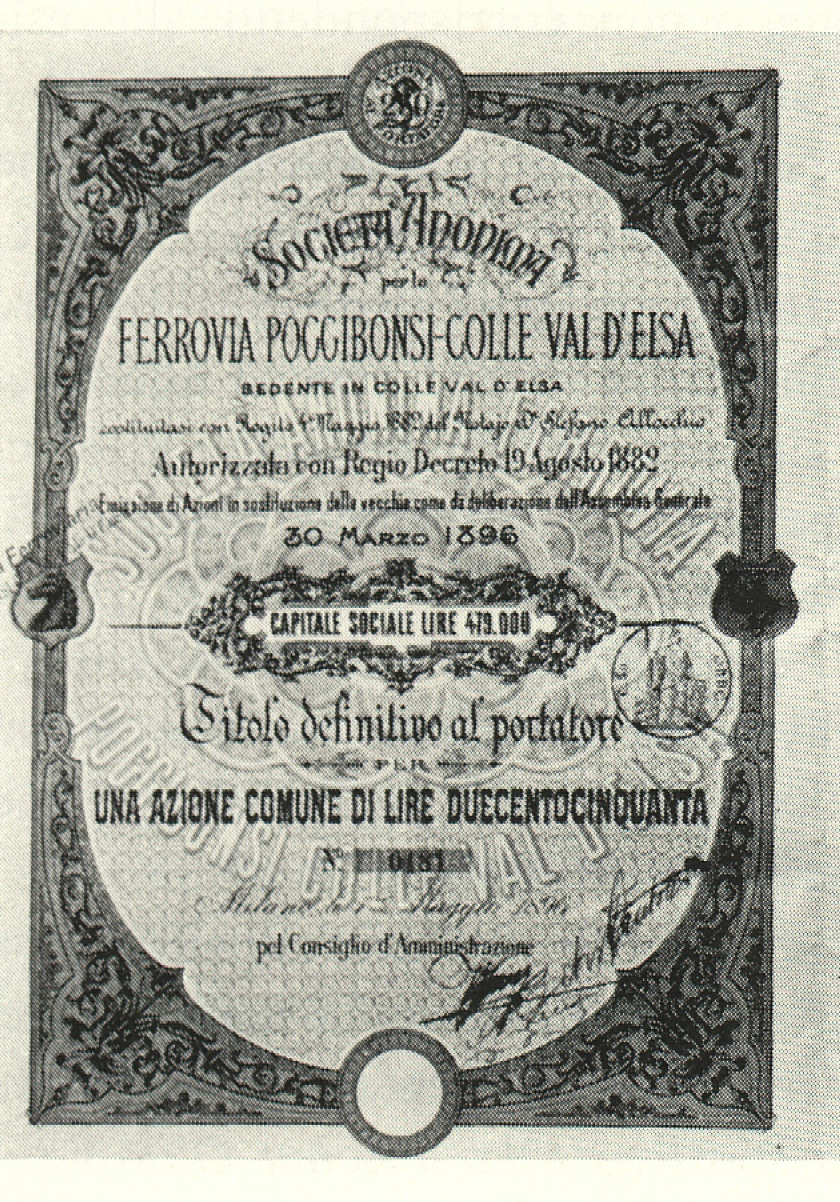
Certificato azionario al portatore della società

La concessione per la costruzione e l'esercizio della linea venne affidata nel 1881 al Comune di Colle di Val d'Elsa che provvide a cederla alla nuova società.
Nonostante un discreto successo iniziale, la Società non riuscì mai a conseguire brillanti risultati economici. La crisi economica della fine degli anni venti, l'inizio della diffusione del trasporto su gomma, la rinuncia al prolungamento della breve relazione verso Saline di Volterra e Massa Marittima, l'alluvione nel 1929 che danneggiò la linea spinsero a ridurre il più possibile i costi di esercizio.
Nel 1931 venne pertanto immessa in servizio un'automotrice a benzina a sedici posti di costruzione Ganz con cui fu possibile aumentare con poche risorse la frequenza dei treni che raggiunsero le sedici coppie. Una seconda automotrice, proveniente anch'essa dalla FMF, seguì nel 1933 mentre, per rilanciare il traffico merci, nel 1934 furono attivati a Colle Val d'Elsa il Raccordo Vetrerie e il Raccordo Giacchi. Nonostante gli sforzi, la situazione economica rimase sempre pessima. La FCP gestì la ferrovia fino all'aprile del 1934 quando, non più interessata a continuare il servizio, chiese la trasformazione della ferrovia in autoservizio e, in seguito alla risposta negativa, ne cedette l'esercizio alle Ferrovie dello Stato. Tuttavia la società detenne la concessione fino al 1953, anno in cui la ferrovia venne incorporata definitivamente nella rete FS; la FCP rimase proprietaria del materiale rotabile, accantonato da anni in pessime condizioni, fino alla sua vendita all'azienda statale nel 1959 con conseguente demolizione.

## Dati societari
La società faceva capo alla Società Italiana per le Strade Ferrate Sovvenzionate (SFS) che deteneva l'80% del capitale della FCP e gestiva le ferrovie Benevento-Cancello e L'Aquila-Capitignano; la direzione di esercizio FCP era comune a quella della Ferrovia Massa Marittima-Follonica, di proprietà de L'Ausiliare di Milano, che deteneva altresì una quota del 25% del capitale azionario della SFS.

### Materiale rotabile
La dotazione originaria comprendeva il seguente materiale rotabile, tutto costruito dalla belga Mabille:
- quattro locomotender con rodiggio C, immatricolate 1-4;
- sei carrozze a due assi;
- tredici carri a due assi.

Nel 1920 le quattro locomotive vennero radiate e sostituite da una T3 proveniente dalla ferrovia Massa Marittima-Follonica (FMF), immatricolata 5 e che mantenne il suo numero di matricola con il passaggio alla FCP, e dalla 812.006 ex FS, che mantenne l'originaria classificazione.